# Physospermopsis shaniana
Physospermopsis shaniana är en flockblommig växtart som beskrevs av Cheng Yih Wu och F.T. Pu. Physospermopsis shaniana ingår i släktet Physospermopsis och familjen flockblommiga växter. Inga underarter finns listade i Catalogue of Life.